# Dirty Old Town
 (juin 2008).
Si vous disposez d'ouvrages ou d'articles de référence ou si vous connaissez des sites web de qualité traitant du thème abordé ici, merci de compléter l'article en donnant les références utiles à sa vérifiabilité et en les liant à la section « Notes et références ».
Dirty Old Town est une chanson britannique écrite par Ewan MacColl en 1949, rendue internationalement populaire par les Dubliners puis par les Pogues.

## Histoire
Cette chanson fut écrite en référence à Salford, ville du Lancashire, en Angleterre, la ville où Ewan MacColl a été élevé. Lorsqu'il écrivit cette chanson, les élites locales furent d'abord mécontentes que Salford y soit publiquement surnommée « vieille ville sale » (c'était pourtant un surnom connu de tous les Anglais). À la suite de nombreuses critiques, un passage fut modifié par l'auteur, ainsi la phrase « smelled a Spring on the Salford wind » devint « smelled a spring on the smoky wind ». La ville de Salford n'était donc plus citée dans la chanson.
Lorsque The Spinners furent les premiers à populariser cette chanson, ils chantèrent la version originale désignant Salford. Rien de surprenant puisque le chanteur du groupe, Mick Groves, était lui-même de Salford. Au départ, ce titre ne fut composé que pour servir d'interlude dans un spectacle d'Ewan MacColl, donné en 1949 à Salford, spectacle intitulé Landscape with Chimneys (« Paysage avec des cheminées »). Mais la montée de popularité que connaissait la musique folk à l'époque fit rapidement de Dirty Old Town un classique du genre.
La chanson brosse un portrait acide du nord de l'Angleterre, région très industrielle, et amorce l'école littéraire des Angry Young Men, mouvement qui marqua la littérature anglaise des années 1950.
Dirty Old Town ayant été surtout popularisée par The Dubliners et The Pogues, deux groupes de musique irlandaise internationalement connus, le grand public pense souvent qu'il s'agit d'une chanson traditionnelle irlandaise. En Irlande, beaucoup de gens pensent d'ailleurs que cette chanson se réfère à Dublin. Même en Angleterre, le grand public ignore souvent qu'elle fut écrite par un Anglais du Lancashire, d'origine écossaise de surcroît. Mais la magie de cette chanson fait qu'elle s'adapte finalement très bien à de nombreuses villes industrielles du Royaume-Uni, d'Europe en général ou encore des États-Unis.

## Interprètes
Interprétations les plus connues de cette chanson :
- The Spinners, The Settlers, et Chad & Jeremy, toutes en 1964
- Esther & Abi Ofarim, 1963
- Julie Felix, 1968
- Roger Whittaker, en 1968
- The Dubliners, en 1968
- Rod Stewart, sur son 1er album en 1969, An Old Raincoat Won't Ever Let You Down
- The Clancy Brothers, sur leur album de 1969 Flowers in the valley, chantée par Liam Clancy
- Eddie Carr  - 45 tours chez People label - version R&B/soul.
- The Easy Club, sur leur premier album éponyme, en 1984.
- The Pogues, sur leur deuxième album en 1985 (Rum, Sodomy and the Lash), certainement la version  la plus célèbre de Dirty Old Town.
- Tom Waits joua parfois cette chanson sur scène, par exemple le 31 décembre 1988 au Wiltern Theater de Los Angeles.
- Townes Van Zandt, dans son album Absolutely Nothing.
- U2 joua parfois cette chanson en concert, chantée par le batteur du groupe Larry Mullen Jr., comme le 27 août 1993 au Royal Society Hall à Dublin.
- The Specials, sur leur album de 1996 Today's Specials.
- Le chanteur breton Gilles Servat a écrit deux traductions française de Dirty Old Town sous le titre de Vieille ville de merde, l'une pour l'enregistrement studio Sur les quais de Dublin (1996) et une autre pour son album live Touche pas à la Blanche Hermine (1998). Les deux enregistrements sont en duo avec Ronnie Drew.
- Hugues Aufray  l'a adaptée sous le titre: Chacun sa mer, chacun son vent
- The Mountain Goats, sur leur EP de 2002 Devil in the Shortwave.
- Simple Minds avec Jimmy Johnstone en 2003.
- Ted Leo and the Pharmacists, sur leur EP de 2003Tell Balgeary, Balgury Is Dead et comme chanson-titre de leur vidéo live de la même année, Dirty Old Town
- Frank Black, en 2006, sur son album Fast Man Raider Man.
- The Tossers jouent régulièrement cette chanson en concert, et elle figure sur leur album Live at the Metro.
- Lucero la jouent souvent en concert.
- Jason DeVore de Authority Zero reprend cette chanson sur son album solo Conviction (The Smokehouse Sessions)
- Jackson Jackson, de Melbourne, utilise des extraits de cette chanson au début de son album The Fire is on the Bird, comme refrain pour la chanson Cats Rats and Pigeons.
- The Mottled Dogs ont joué cette chanson en 2007 à Barbacka.
- Graham Norton l'a chanté en tant que Father Noel Furlong dans la série télévisée Father Ted.
- The Lancashire Hotpots ont parodié la chanson avec leur titre This Lancashire Town, paru sur l'album Never Mind The Hotpots.
- Black Rebel Motorcycle Club la joue en 2010 sur son album Live.
- Catherine Ringer et Nolwenn Leroy l'ont reprise en duo lors de l'émission Taratata au printemps 2011. Cette dernière la reprend par ailleurs dans la réédition de son album Bretonne.
- Fiddler's Green la reprend dans son album Wall of Folk en 2011, puis sur la scène des Roches Celtiques à Saint-Etienne en 2016.
- The Celtic Social Club invite Cali sur scène pour l'interpréter ensemble lors du Festival du Roi Arthur 2015 en Bretagne.
- Les Barbiches Tourneurs terminaient tous leurs concerts par Dirty Old Town.
- Le groupe français HighWay revisite le morceau en version Hard-Rock[2]. Elle est régulièrement jouée en concert et une vidéo Live est disponible sur Youtube (il n'existe pas de version enregistrée en studio à ce jour).
- Gerry Rafferty dans l'album "Rest in Blue"